# Топ (скелелазіння)
Топ (англ. top - вершина) — термін, який використовується для позначання фінішу в лазінні на трудність і в болдерингу.
В лазінні на трудність, як правило, топом є заклацування останньої відтяжки на трасі.
У болдерингу топом є фіксування обома руками останньої на трасі зачіпки, яка позначається кольоровою міткою. Колір мітки повинен бути однаковий для топів і стартових зачепів всіх трас і відмінний від кольору позначення бонусів.